# Unión Internacional para la Investigación del Cuaternario
La Unión Internacional para la Investigación del Cuaternario (o INQUA, International Union for Quaternary Research, en inglés) es una organización no gubernamental que tiene como objeto el estudio los cambios en el medio ambiente (calendario y pautas) que han tenido lugar desde que comienza la Edad de Hielo hace 2,6 millones de años. El objetivo de las investigaciones es la comprensión de las causas de los cambios climáticos. La INQUA fua fundada en 1928, tiene como miembros investigadores de una serie de disciplinas, y a su vez forma parte del Consejo Internacional para la Ciencia.